# Call Me Kat
Call Me Kat es una serie de televisión de comedia de situación estadounidense, basada en la comedia británica Miranda de Miranda Hart. La serie está escrita por Darlene Hunt y es protagonizada por Mayim Bialik, con Cheyenne Jackson, Kyla Pratt, Julian Gant, Leslie Jordan, y Swoosie Kurtz como sus coprotagonistas. La serie se estrenó en Fox en la temporada de televisión 2020–21 el 3 de enero de 2021. En mayo de 2022, la serie fue renovada para una tercera temporada que se estrenó el 29 de septiembre de 2022. En mayo de 2023, la serie fue cancelada tras tres temporadas.

## Sinopsis
Call Me Kat sigue a una mujer de 39 años llamada Kat, «que lucha cada día contra la sociedad y su madre para demostrar que no se puede tener todo lo que se quiere, y aun así ser feliz. Así que gasta el dinero que sus padres reservaron para su boda para abrir un café de gatos en Louisville, Kentucky».

## Elenco
- Mayim Bialik como Kat
- Swoosie Kurtz como Sheila
- Leslie Jordan como Phil
- Kyla Pratt como Randi
- Julian Gant como Carter
- Cheyenne Jackson como Max
- Christopher Rivas como Oscar (recurrente, temporada 1; principal, temporada 2)

### Recurrente
- Tim Bagley como Wyatt
- Lamorne Morris como Daniel
- Vanessa Lachey como Tara Barnett
- Schuyler Helford como Brigitte
- Andy Favreau como Nick
- Laura Bell Bundy como Nicole
- John Griffin como Jalen / Queen Dicktoria

### Invitados
- Greg Cromer como Brandon
- Jack Plotnick como Bennett
- Melody Butiu como Renee Lancaster
- Usman Ally como el Dr. Kevin Khan
- Sterling Jones como Lane Gaffney
- Jim O'Heir como Jordan Luther
- Gedde Watanabe como Henry
- Adam Bartley como Steve
- Elizabeth Ho como la Dra. Marshall
- Ken Jennings como él mismo

## Episodios

### Temporadas
| Temporada | Temporada | Episodios | Episodios | Emisión original         | Emisión original    |
| Temporada | Temporada | Episodios | Episodios | Primera emisión          | Última emisión      |
| --------- | --------- | --------- | --------- | ------------------------ | ------------------- |
|           | 1         | 13        | 13        | 3 de enero de 2021       | 25 de marzo de 2021 |
|           | 2         | 18        | 18        | 9 de enero de 2022       | 5 de mayo de 2022   |
|           | 3         | 22        | 22        | 29 de septiembre de 2022 | 4 de mayo de 2023   |

### Primera temporada (2021)
| N.º en serie | N.º en temp. | Título             | Dirigido por         | Escrito por            | Fecha de emisión original | Código de prod. | Audiencia (millones) |
| --- | ------------ | ------------------ | -------------------- | ---------------------- | ------------------------- | --------------- | -------------------- |
| 1 | 1            | «Plus One»         | Beth McCarthy-Miller | Guion de: Darlene Hunt | 3 de enero de 2021        | T12.16551       | 5,63                 |
| Kat Silver se presenta como una mujer soltera de 39 años que recientemente dejó su trabajo como profesora universitaria después de la muerte de su padre, y utilizó el dinero que se suponía que iba a gastar en su boda para perseguir su sueño de abrir un café para gatos. Cuando su amiga de la infancia, Tara, la invita a asistir a la ceremonia de renovación de sus votos, Kat se extasía al saber que puede traer a un invitado y elige a su amigo y compañero de trabajo Phil. Sin embargo, Tara insiste en que Kat sólo traiga a alguien con quien esté involucrada románticamente, y cuando Kat la ignora y trae a Phil de todos modos, perjudica su amistad. Kat arregla las cosas, pero entonces su madre la confronta furiosamente por llamar a Phil su novio delante de sus amigos. Kat la rechaza, insistiendo en que no necesita estar enamorada para ser feliz, sin admitir que siente que le falta algo en su vida. Cuando Max, su antiguo novio de la universidad, la invita a cenar, Kat acepta felizmente su oferta. |              |                    |                      |                        |                           |                 |                      |
| 2 | 2            | «Double Date»      | Anthony Rich         | Darlene Hunt           | 7 de enero de 2021        | T12.16552       | 3,30                 |
| Sheila le pone en contacto con Brandon, que trabaja como locutor en Churchill Downs. Su cita está fijada para la misma noche en que Kat actúa en la competición de talentos de Carter con Max; creyendo que a Max le gusta, Kat elige dejar plantado a Brandon sólo para darse cuenta de su error cuando Max admite que todavía siente algo por su exnovia Bridgette. Randi se enfrenta a un cliente llamado Daniel por no dar nunca propina, por lo que explica las complicadas pero apasionadas razones por las que no lo hace. Sin embargo, le regala un caro rollo de película y flirtea con ella en el café. Kat visita a Brandon para pedirle una segunda oportunidad, pero luego se entera de que en realidad está casado y sólo quería reunirse con ella para pedirle consejo sobre cómo empezar su propio negocio. Kat jura que no dejará que su madre le vuelva a tender una trampa, pero inmediatamente se rinde cuando Sheila llega y le ofrece que le tienda una trampa con otro hombre que conduce un Zamboni para ganarse la vida. |              |                    |                      |                        |                           |                 |                      |
| 3 | 3            | «Vacation»         | Mark Cendrowski      | David Holden           | 14 de enero de 2021       | T12.16553       | 2,84                 |
| Kat gana unas vacaciones para dos en Puerto Rico en un concurso de radio, y se ofrece a llevar a Tara dado que todos los demás están ocupados. Sin embargo, Tara tiene una emergencia de último minuto, obligando a Kat a considerar ir sola al viaje. Le dice a su madre y a sus amigos que se va a Puerto Rico, pero en realidad termina reservando un hotel justo en Louisville. Desafortunadamente, la cita de Max, Carter, y Carter aparece en el hotel poco después de que Kat se haya hecho pasar por una aficionada al whisky y haya probado varios tragos de licor. Kat y Max se divierten en el techo y hablan, y Kat pronto imagina una escena en la que Max quiere que su relación sea más que amistosa. |              |                    |                      |                        |                           |                 |                      |
| 4 | 4            | «Therapy»          | Richie Keen          | Darlene Hunt           | 21 de enero de 2021       | T12.16556       | 2,53                 |
| Cuando Sheila se muda temporalmente con Kat y no tarda en agotarse, las dos se convencen de asistir a una terapia de pareja para intentar resolver sus diferencias. Phil y Randi cruzan las fronteras del estado para obtener aceite infundido con marihuana para la madre casi ciega de Phil, pero cuando Phil come accidentalmente uno de los bollos pegajosos que ha hecho con el aceite, se coloca increíblemente y Randi apenas evita que se desnude en el bar de Carter. La sesión de terapia va mal hasta que Kat y Sheila tienen un gran avance cuando empiezan a hablar de la muerte del padre de Kat. Sheila admite que dejó que su dolor por la muerte de su esposo le impidiera ayudar a Kat con la suya, y las dos se reconcilian, antes de que el terapeuta, molesto por cómo le menospreciaron antes, diga que deberían buscar a otra persona para dirigir su próxima sesión. |              |                    |                      |                        |                           |                 |                      |
| 5 | 5            | «Cake»             | Anthony Rich         | David Holden           | 28 de enero de 2021       | T12.16557       | 2,48                 |
| Kat tiene un sueño en el que besa a Max; cuando se lo revela, él la besa de verdad. A Phil le piden que haga una tarta de boda para un hombre llamado Lane, pero cuando se da cuenta de que Lane es el hombre por el que le dejó su ex Marty, se niega. Lane, creyendo erróneamente que se le ha negado el servicio a causa de su sexualidad, publica una crítica que hace que la cafetería pierda clientes y se enfrente a la amenaza de un boicot. Phil se convence de hacer la tarta cuando Kat le recuerda que lo hace por ella, por Randi y por todos los que le quieren. Kat se entera de que Max no la ve como una potencial pareja romántica, y cuando se enfrenta a él por ello, le explica que decide no salir con ella porque ha tenido malas experiencias con las citas antes y tiene miedo de perderla como amiga. Sin que ella lo sepa, también ha soñado con besarla. |              |                    |                      |                        |                           |                 |                      |
| 6 | 6            | «Gym»              | Victor Gonzalez      | Laura Krafft           | 4 de febrero de 2021      | T12.16555       | 2,55                 |
| Kat tiene una entrevista para la lista anual de los «Veinte menores de 40 años» de Louisville; pensando que será un éxito en la entrevista, se apunta a un gimnasio local para trabajar su cuerpo. Desgraciadamente, la entrevista no va bien, ya que su torpeza social da una mala impresión al entrevistador; tras un intento fallido de compensarlo, Kat se angustia. Randi rompe con Daniel cuando éste empieza a hablar de matrimonio, pero acaban reconectando cuando ella empieza a echarle de menos. Phil organiza una lectura de libros infantiles en la cafetería, pero el libro que debía leer es demasiado ofensivo. En su lugar, cuenta la historia de su propia vida, la de su padre, que es mucho mejor recibida. Una charla con Max hace que Kat se dé cuenta de que, aunque no entre en la lista, no la necesita para conseguir la validación que siempre ha querido: todos los que vienen al café ya están agradecidos y eso es suficiente. |              |                    |                      |                        |                           |                 |                      |
| 7 | 7            | «Eggs»             | Kelly Park           | Kimberly Altamirano    | 11 de febrero de 2021     | T12.16558       | 2,05                 |
| Un médico le dice a Kat que, dada su edad, tiene que tomar la decisión de congelar sus óvulos. Nerviosa por la posibilidad de tener hijos propios, Kat finge estar embarazada como experimento y rápidamente obtiene los beneficios. Un malentendido entre Phil y Carter revela que Phil ha hecho catfishing con un soltero de edad avanzada llamado Henry en línea; mientras que realmente ama a Henry, Phil carece de la confianza para ser honesto acerca de quién es realmente. Después de que Henry se entere de la verdad, Phil queda con él para una cita de reconciliación después de que el grupo lo convenza de ser honesto. El engaño de Kat también se revela, y ella y Max hablan del problema. Max señala que, ya que Kat no puede decidirse, debería congelar sus óvulos de todos modos y asegurarse de que si alguna vez quiere tener una familia, tendrá la opción de hacerlo. |              |                    |                      |                        |                           |                 |                      |
| 8 | 8            | «All Nighter»      | Jody Margolin Hahn   | Adam Faberman          | 18 de febrero de 2021     | T12.1655        | 2,20                 |
| Kat y Phil obligan a Randi a que les deje acompañarla a un club nocturno como forma de demostrar que no son demasiado viejos para divertirse. En el club, Kat conoce a un hombre de 30 años, Oscar, que resulta ser también un exalumno de Louisville. Él y Kat acuerdan empezar a salir para que ella pueda darle algunos «consejos de vida». Phil tiene la oportunidad de montar en un toro mecánico, y cuando él y Kat se quedan atrapados en una tumba vacía de camino a casa y Kat admite su miedo a la muerte (después de que su madre le pidiera que se hiciera con una parcela de tumba vacía), Phil le dice que está agradecido por haberla conocido en un momento de su vida en el que no estaba seguro de poder hacer todo lo que quería hacer antes de morir. Randi se molesta con Daniel por no ser un novio celoso o controlador, ya que nunca ha tenido una relación sana. Daniel le dice que entiende cómo se siente y le pide que se vaya a vivir con él. |              |                    |                      |                        |                           |                 |                      |
| 9 | 9            | «First Date»       | Kelly Park           | Molly Schreiber        | 25 de febrero de 2021     | T12.16560       | 2,19                 |
| Kat tiene su primera cita con Oscar, que va bien hasta que lo lleva a casa e intenta iniciar el sexo. Incapaz de quitarse de la cabeza los pensamientos sobre Max, dice accidentalmente su nombre y un confundido Oscar abandona su apartamento inmediatamente. Randi compra un juego de zapatillas para Daniel por su aniversario de seis meses, sólo para que Phil la convenza de que regalarle zapatos es un presagio de que su relación no durará. Cuando Max visita a Kat para preparar un plato de cebolla y discuten su problema, Kat rechaza los avances románticos de Max y decide que se comprometerá con Oscar. En su próxima cita, acuerdan tomarse las cosas con más calma y conocerse mejor. Randi le da a Daniel un regalo diferente y, para su horror, recibe de él un par de zapatillas de deporte después de que él le explique que regalar zapatos es un presagio de buena suerte. |              |                    |                      |                        |                           |                 |                      |
| 10 | 10           | «Business Council» | Victor Gonzalez      | Amy Hubbs              | 4 de marzo de 2021        | T12.16554       | 1,97                 |
| Kat se une a la junta directiva del consejo empresarial de su barrio, que Carter ha sugerido con la esperanza de que le aprueben la ampliación del horario de su bar. Tras escuchar los argumentos a favor y en contra de la propuesta de Carter, Kat vota en contra. Carter deja de hablar con Kat y le prohíbe la entrada al bar. Kat intenta regalarle a Carter un tocadiscos para ganarse su perdón, pero se destruye cuando el camión de Kat es remolcado con el tocadiscos dentro. Mientras tanto, Randi toma una foto de Phil desnudo para su clase de fotografía. |              |                    |                      |                        |                           |                 |                      |
| 11 | 11           | «Moving In»        | Jody Margolin Hahn   | Lauren Bridges         | 11 de marzo de 2021       | T12.16561       | 1,76                 |
| Cuando Kat guarda suficientes recibos de la tienda de mascotas para obtener una bolsa de comida para gatos gratis, le informan de que la promoción ha terminado, pero se lleva una bolsa de comida para gatos sin pagar de todos modos. Cuando ayuda a Randi a mudarse a la casa de Daniel, Kat descubre accidentalmente una foto de la boda de Daniel de la que nunca le habló a Randi. Cuando Kat se lo cuenta a Randi, ésta se enfada con Kat por fisgonear y por contárselo a su madre y a Phil antes de decírselo a ella. Phil convence a Kat de que tiene mal karma por haber robado la comida para gatos, así que vuelve a la tienda de mascotas y la paga. Mientras tanto, Max comienza a dar clases particulares al hijo de Carter. Cuando Kat toma una foto atrevida para enviársela a Oscar, accidentalmente se la envía a Max mientras él está dando clases al hijo de Carter, quien también ve la foto. Kat y Randi se reconcilian y Kat acuerda que en el futuro hablará con Randi sobre asuntos que la involucren sin decírselo a otras personas primero. Kat deja que Randi se quede con ella después de romper con Daniel. Randi siente que está en deuda con Kat por dejarla quedarse, así que Randi va a la tienda de mascotas y exige que Kat le regale una bolsa de comida para gatos.                                                                                      |              |                    |                      |                        |                           |                 |                      |
| 12 | 12           | «Salsa»            | Jude Weng            | David Holden           | 18 de marzo de 2021       | T12.16562       | 2,32                 |
| Kat hace planes para ir a bailar salsa con Oscar. Como no sabe bailar salsa y quiere impresionar a Oscar, convence a Max para que le enseñe. La lección de baile de Max la entusiasma para su cita con Oscar. Como sólo quiere que su entusiasmo hacia Oscar provenga del propio Oscar, cancela otras clases de baile de Max. Kat toma demasiados somníferos de la madre de Phil y acaba siendo sonámbula. Mientras está sonámbula, escribe un correo electrónico embarazoso a la exnovia de Max, y no recuerda haberlo escrito después de despertarse. Debido a esto, su exnovia le pide que no vuelva a contactar con ella. El episodio termina con Max enfadado con Kat y Kat preocupada por su amistad con Max. |              |                    |                      |                        |                           |                 |                      |
| 13 | 13           | «Cat-A-Versary»    | Anthony Rich         | Darlene Hunt           | 25 de marzo de 2021       | T12.16563       | 2,11                 |
| Uno de los gatos de Kat muere cuando se acerca el primer aniversario de la apertura del café. Oscar comenta que es «sólo un gato» y no una persona, lo que hiere los sentimientos de Kat. Aunque al principio se enfada con Kat por provocar a su exnovia, cuando Max se entera de la noticia de la muerte del gato, consuela a Kat y la perdona. Kat le pide a Randi que recoja las cenizas del gato, quien las deja en el apartamento de Carter. Carter las deja accidentalmente en un auto de un servicio de transporte compartido. Randi y Carter localizan el auto cuando la fiesta de aniversario está a punto de empezar, pero las cenizas están a dos horas de distancia, así que le dan a Kat una caja de arroz y le dicen que son las cenizas. Max y Kat se ponen a hablar y Max dice que su relación con su exnovia no funcionó porque no fueron amigos primero. Como Max está más sensible a la muerte del gato que a la de Oscar, Kat empieza a interesarse de nuevo por Max. Justo después de que Kat descubra que la caja contiene arroz en lugar de cenizas, Oscar llega con la caja que realmente tiene las cenizas del gato, ya que había conducido la larga distancia para recuperarlas, sabiendo que eran importantes para Kat. Después de conmoverse por las acciones de Oscar, Kat se siente en conflicto entre sus sentimientos hacia Oscar y sus sentimientos hacia Max. |              |                    |                      |                        |                           |                 |                      |

### Segunda temporada (2022)
| N.º en serie | N.º en temp. | Título                            | Dirigido por         | Escrito por                                                                                 | Fecha de emisión original | Código de prod. | Audiencia (millones) |
| ------------ | ------------ | --------------------------------- | -------------------- | ------------------------------------------------------------------------------------------- | ------------------------- | --------------- | -------------------- |
| 14           | 1            | «Call Me Kerfuffled»              | Anthony Rich         | Alissa Neubauer & Sheldon Bull                                                              | 9 de enero de 2022        | T12.17051       | 4,96                 |
| 15           | 2            | «Call Me By My Middle Name»       | Anthony Rich         | Britté Anchor & Spencer Taylor                                                              | 13 de enero de 2022       | T12.17052       | 1,58                 |
| 16           | 3            | «Call Me a Sporty Giant»          | Anthony Rich         | Jon Kinnally & Tracy Poust                                                                  | 20 de enero de 2022       | T12.17053       | 1,68                 |
| 17           | 4            | «Call Me Forty»                   | Nikki Lorre          | Adam Faberman & Chelsea Myers                                                               | 27 de enero de 2022       | T12.17054       | 1,53                 |
| 18           | 5            | «Call Me Your Biggest Fan»        | Jude Weng            | Howard Jordan, Jr.                                                                          | 3 de febrero de 2022      | T12.17055       | 1,83                 |
| 19           | 6            | «Call Me Unfaithful»              | James Widdoes        | Sheldon Bull & Britté Anchor                                                                | 10 de febrero de 2022     | T12.17056       | 1,74                 |
| 20           | 7            | «Call Me Cupcake»                 | Phill Lewis          | Alissa Neubauer & Spencer Taylor                                                            | 17 de febrero de 2022     | T12.17057       | 1,70                 |
| 21           | 8            | «Call Me Señor Don Gato»          | Phill Lewis          | Jon Kinnally & Tracy Poust                                                                  | 24 de febrero de 2022     | T12.17058       | 1,30                 |
| 22           | 9            | «Call Me Irresponsible»           | Michele Azenzer Bear | Sheldon Bull & Chelsea Myers                                                                | 3 de marzo de 2022        | T12.17059       | 1,29                 |
| 23           | 10           | «Call Me Katzilla»                | Kelly Park           | Britté Anchor & Adam Faberman                                                               | 10 de marzo de 2022       | T12.17060       | 1,40                 |
| 24           | 11           | «Call Me the Bad Boy of Cheese»   | James Widdoes        | Eddie Gorodetsky & Britté Anchor                                                            | 17 de marzo de 2022       | T12.17063       | 1,95                 |
| 25           | 12           | «Call Me a McCluckhead»           | Kelly Park           | Spencer Taylor & Chelsea Myers                                                              | 24 de marzo de 2022       | T12.17061       | 1,92                 |
| 26           | 13           | «Call Me a Kingbirdie»            | Anthony Rich         | Jon Kinnally & Tracy Poust                                                                  | 31 de marzo de 2022       | T12.17064       | 1,52                 |
| 27           | 14           | «Call Me Cupid»                   | Phill Lewis          | Guion de: Alissa Neubauer & Adam Faberman Historia de: Eddie Gorodetsky & Jamie Laski       | 7 de abril de 2022        | T12.17065       | 1,76                 |
| 28           | 15           | «Call Me Tiny Boo-Boo»            | Rebecca Ancheta Blum | Guion de: Sheldon Bull & Spencer Taylor Historia de: Jon Kinnally & Tracy Poust             | 14 de abril de 2022       | T12.17066       | 1,46                 |
| 29           | 16           | «Call Me What the Kat Dragged In» | Anthony Rich         | Guion de: Howard Jordan, Jr. & Chelsea Myers Historia de: Britté Anchor & Alexandra Melnick | 21 de abril de 2022       | T12.17062       | 1,68                 |
| 30           | 17           | «Call Me Flatch»                  | Anthony Rich         | Guion de: Adam Faberman & Howard Jordan, Jr. Historia de: Alissa Neubauer & Spencer Taylor  | 28 de abril de 2022       | T12.17067       | 1,46                 |
| 31           | 18           | «Call Me Shellfish»               | Anthony Rich         | Guion de: Alissa Neubauer & Eddie Gorodetsky Historia de: Jon Kinnally & Tracy Poust        | 5 de mayo de 2022         | T12.17068       | 1,67                 |

### Tercera temporada (2022–23)
| N.º en serie | N.º en temp. | Título                          | Dirigido por               | Escrito por | Fecha de emisión original | Código de prod. | Audiencia (millones) |
| ------------ | ------------ | ------------------------------- | -------------------------- | --- | ------------------------- | --------------- | -------------------- |
| 32           | 1            | «Call Me Ken Jennings»          | Anthony Rich               | Guion de: Maria Ferrari & Warren Bell Historia de: Britté Anchor & Jim Reynolds                                      | 29 de septiembre de 2022  | T12.17751       | 1,20                 |
| 33           | 2            | «Call Me Skeeter Juice»         | Anthony Rich               | Guion de: Jim Patterson & Chelsea Myers Historia de: Maria Ferrari & Warren Bell                                     | 6 de octubre de 2022      | T12.17752       | 1,10                 |
| 34           | 3            | «Call Me Thor»                  | Anthony Rich               | Guion de: Britte Anchor & Jim Reynolds Historia de: Deanna Morgan & Justin Mooney                                    | 13 de octubre de 2022     | T12.17753       | 1,12                 |
| 35           | 4            | «Call Me Donor Four-Five-Seven» | Mark Cendrowski            | Guion de: Warren Bell & Adam Faberman Historia de: Jim Patterson & Christian Honce                                   | 20 de octubre de 2022     | T12.17754       | 1,12                 |
| 36           | 5            | «Call Me Uncle Dad»             | Mark Cendrowski            | Guion de: Britté Anchor & Jim Reynolds Historia de: Maria Ferrari & Chelsea Myers                                    | 27 de octubre de 2022     | T12.17755       | 1,44                 |
| 37           | 6            | «Call Me The Hot Chick Two»     | Mark Cendrowski            | Guion de: Warren Bell & Jim Reynolds Historia de: Adam Faberman & Alexandra Melnick                                  | 10 de noviembre de 2022   | T12.17756       | 1,11                 |
| 38           | 7            | «Call Me Dame Booty Clench»     | Mark Cendrowski            | Guion de: Deanna Morgan & Justin Mooney Historia de: Jim Patterson & Maria Ferrari                                   | 17 de noviembre de 2022   | T12.17757       | 1,14                 |
| 39           | 8            | «Call Me Fancy Puffenstuff»     | Ren Bell                   | Guion de: Maria Ferrari & Warren Bell Historia de: Jim Reynolds & Rachel Livingston                                  | 1 de diciembre de 2022    | T12.17758       | 1,07                 |
| 40           | 9            | «Call Me Chrismukkah»           | Mark Cendrowski & Ren Bell | Guion de: Jim Patterson & Jim Reynolds Historia de: Maria Ferrari & Warren Bell                                      | 8 de diciembre de 2022    | T12.17759       | 1,03                 |
| 41           | 10           | «Call Me Philliam»              | Kelly Park                 | Guion de: Warren Bell & Jim Reynolds Historia de: Jim Patterson & Maria Ferrari                                      | 5 de enero de 2023        | T12.17761       | 1,18                 |
| 42           | 11           | «Call Me Prescription Roulette» | Kelly Park                 | Guion de: Britté Anchor & Chelsea Myers Historia de: Deanna Morgan & Justin Mooney                                   | 12 de enero de 2023       | T12.17760       | 1,20                 |
| 43           | 12           | «Call Me Ichabod Evel Knievel»  | Michele Azenzer Bear       | Guion de: Cody Wilkins & Benedict Chiu Historia de: Britté Anchor & Chelsea Myers                                    | 26 de enero de 2023       | T12.17762       | 1,21                 |
| 44           | 13           | «Call Me Fatty Patty»           | Anthony Rich               | Guion de: Jim Patterson & Chelsea Myers Historia de: Maria Ferrari & Adam Faberman                                   | 2 de febrero de 2023      | T12.17763       | 1,03                 |
| 45           | 14           | «Call Me Better Than Paul Rudd» | Anthony Rich               | Guion de: Britté Anchor & Adam Faberman Historia de: Chelsea Myers & Justin Mooney                                   | 16 de febrero de 2023     | T12.17764       | 1,56                 |
| 46           | 15           | «Call Me 'Cat's in the Cradle»  | Anthony Rich               | Guion de: Maria Ferrari & Warren Bell Historia de: Deanna Morgan & Matthew McGeehan                                  | 23 de febrero de 2023     | T12.17765       | 1,31                 |
| 47           | 16           | «Call Me Worth the Wait»        | Anthony Rich               | Guion de: Jim Patterson & Jim Reynolds Historia de: Adam Faberman & Alexandra Melnick                                | 2 de marzo de 2023        | T12.17766       | 1,18                 |
| 48           | 17           | «Call Me Lady Avenger»          | Phill Lewis                | Guion de: Britté Anchor & Chelsea Myers Historia de: Warren Bell & Jim Reynolds                                      | 9 de marzo de 2023        | T12.17767       | 1,20                 |
| 49           | 18           | «Call Me Toilet Roboto»         | Phill Lewis                | Guion de: Deanna Morgan & Justin Mooney Historia de: Maria Ferrari & Rachel Livingston                               | 16 de marzo de 2023       | T12.17768       | 1,29                 |
| 50           | 19           | «Call Me Not Okurrr»            | Phill Lewis                | Guion de: Warren Bell & Jim Reynolds Historia de: Jim Patterson & Maria Ferrari                                      | 30 de marzo de 2023       | T12.17769       | 1,09                 |
| 51           | 20           | «Call Me Consciously Uncoupled» | Phill Lewis                | Guion de: Britté Anchor & Jim Reynolds Historia de: Chelsea Myers & Deanna Morgan                                    | 6 de abril de 2023        | T12.17770       | 1,19                 |
| 52           | 21           | «Call Me Pretty Kitty»          | Phill Lewis                | Guion de: Jim Reynolds & Andy Gordon Historia de: Justin Mooney & Allison Jackson                                    | 27 de abril de 2023       | T12.17771       | 0,99                 |
| 53           | 22           | «Call Me A Donut Wall»          | Ren Bell                   | Guion de: Jim Patterson & Jim Reynolds & Andy Gordon Historia de: Jamie Rhonheimer & Jessica Kravitz & Justin Mooney | 4 de mayo de 2023         | T12.17772       | 1,01                 |

## Producción

### Desarrollo
El 19 de septiembre de 2019, se anunció que Fox había ordenado el piloto para una serie, basada en la comedia de situación británica Miranda de Miranda Hart. El título de la serie se llamaría al inicio Carla. La serie será producida por Mayim Bialik y Darlene Hunt, a través de Sad Clown Productions; Jim Parsons y Todd Spiewak, a través de That's Wonderful Productions; Angie Stephenson y la creadora y protagonista de la serie original Miranda Hart, a través de BBC Studios. Eric Norsoph de That's Wonderful Productions, y Mackenzie Gabriel-Vaught de Sad Clown Productions serán los productores de la serie. Las compañías de producción involucradas en la serie son Fox Entertainment y Warner Bros. Television. El 12 de febrero de 2020, se anunció que el nombre de la serie fue cambiado de Carla a Call Me Kat. El 11 de mayo de 2020, se anunció que Fox había ordenado la producción de la serie. La serie se estrenó el 3 de enero de 2021. El 10 de mayo de 2021, Fox renovó la serie para una segunda temporada. El 16 de junio de 2021, Alissa Neubauer se unió a la serie como showrunner de la segunda temporada en sustitución de Hunt. El 16 de mayo de 2022, Fox renovó la serie para una tercera temporada. El 5 de mayo de 2023, Fox canceló la serie tras tres temporadas.

### Casting
Junto con el anuncio de la producción de la serie, se anunció que Swoosie Kurtz se había unido al elenco de la serie, y al día siguiente se anunció que Kyla Pratt se había unido al elenco principal de la serie. El 6 de marzo de 2020, se anunció que Cheyenne Jackson se había unido al elenco principal de la serie. El 2 de abril de 2020, se anunció que Leslie Jordan se había unido al elenco principal de la serie. El 28 de abril de 2020, se anunció que Julian Gant se había unido al elenco de la serie.
El 24 de octubre de 2022, Leslie Jordan falleció en un accidente de coche, se anunció que la producción de la serie se había interrumpido indefinidamente a raíz de su muerte. Jordan había completado ocho episodios de la tercera temporada antes de su muerte, pero aún no había terminado su trabajo en el noveno episodio. El episodio del 27 de octubre «Call Me Uncle Dad» incluía un homenaje a él.

## Recepción

### Respuesta crítica
El sitio web del agregador de reseñas Rotten Tomatoes reportó una tasa de aprobación del 15%, basándose en 13 reseñas con una calificación media de 4,80/10. El consenso crítico dice: «Más truco que comedia, Call Me Kat entierra a una encantadora Mayim Bialik en una caja de arena de chistes sin dientes y caracterizaciones superficiales». En Metacritic, la temporada una calificación de 40 de 100, basándose en 10 reseñas, indicando «reseñas mixtas o medias».

### Temporada 1
| N.º | Título             | Fecha de emisión      | ÍA (18–49) | Audiencia (millones) | DVR (18–49) | Audiencia DVR (millones) | Total (18–49) | Audiencia total (millones) |
| --- | ------------------ | --------------------- | ---------- | -------------------- | ----------- | ------------------------ | ------------- | -------------------------- |
| 1   | «Plus One»         | 3 de enero de 2021    | 1,4        | 5,63                 | 0,3         | 1,58                     | 1,7           | 7,21                       |
| 2   | «Double Date»      | 7 de enero de 2021    | 0,7        | 3,80                 | 0,4         | 1,87                     | 1,1           | 5,17                       |
| 3   | «Vacation»         | 14 de enero de 2021   | 0,6        | 2,84                 | 0,3         | 1,72                     | 0,9           | 4,56                       |
| 4   | «Therapy»          | 21 de enero de 2021   | 0,6        | 2,53                 | 0,3         | 1,37                     | 0,9           | 3,91                       |
| 5   | «Cake»             | 28 de enero de 2021   | 0,6        | 2,48                 | —           | —                        | —             | —                          |
| 6   | «Gym»              | 4 de febrero de 2021  | 0,5        | 2,55                 | 0,3         | 1,11                     | 0,8           | 3,66                       |
| 7   | «Eggs»             | 11 de febrero de 2021 | 0,5        | 2,05                 | 0,3         | 1,41                     | 0,8           | 3,47                       |
| 8   | «All Nighter»      | 18 de febrero de 2021 | 0,5        | 2,20                 | 0,4         | 1,55                     | 0,9           | 3,75                       |
| 9   | «First Date»       | 25 de febrero de 2021 | 0,5        | 2,19                 | 0,3         | 1,50                     | 0,8           | 3,69                       |
| 10  | «Business Council» | 4 de marzo de 2021    | 0,4        | 1,97                 | 0,4         | 1,58                     | 0,9           | 3,56                       |
| 11  | «Moving In»        | 11 de marzo de 2021   | 0,4        | 1,76                 | 0,4         | 1,42                     | 0,8           | 3,19                       |
| 12  | «Salsa»            | 18 de marzo de 2021   | 0,6        | 2,32                 | —           | —                        | —             | —                          |
| 13  | «Cat-A-Versary»    | 25 de marzo de 2021   | 0,5        | 2,11                 | —           | —                        | —             | —                          |

### Temporada 2
| N.º | Título                            | Fecha de emisión      | ÍA (18–49) | Audiencia (millones) | DVR (18–49) | Audiencia DVR (millones) | Total (18–49) | Audiencia total (millones) |
| --- | --------------------------------- | --------------------- | ---------- | -------------------- | ----------- | ------------------------ | ------------- | -------------------------- |
| 1   | «Call Me Kerfuffled»              | 9 de enero de 2022    | 1,2        | 4,96                 | —           | —                        | —             | —                          |
| 2   | «Call Me By My Middle Name»       | 13 de enero de 2022   | 0,3        | 1,58                 | —           | —                        | —             | —                          |
| 3   | «Call Me a Sporty Giant»          | 20 de enero de 2022   | 0,3        | 1,68                 | —           | —                        | —             | —                          |
| 4   | «Call Me Forty»                   | 27 de enero de 2022   | 0,3        | 1,53                 | —           | —                        | —             | —                          |
| 5   | «Call Me Your Biggest Fan»        | 3 de febrero de 2022  | 0,3        | 1,83                 | —           | —                        | —             | —                          |
| 6   | «Call Me Unfaithful»              | 10 de febrero de 2022 | 0,4        | 1,74                 | —           | —                        | —             | —                          |
| 7   | «Call Me Cupcake»                 | 17 de febrero de 2022 | 0,3        | 1,70                 | —           | —                        | —             | —                          |
| 8   | «Call Me Señor Don Gato»          | 24 de febrero de 2022 | 0,3        | 1,30                 | —           | —                        | —             | —                          |
| 9   | «Call Me Irresponsible»           | 3 de marzo de 2022    | 0,2        | 1,29                 | —           | —                        | —             | —                          |
| 10  | «Call Me Katzilla»                | 10 de marzo de 2022   | 0,3        | 1,40                 | 0,2         | 1,11                     | 0,5           | 2,51                       |
| 11  | «Call Me the Bad Boy of Cheese»   | 17 de marzo de 2022   | 0,4        | 1,95                 | 0,2         | 1,15                     | 0,6           | 3,10                       |
| 12  | «Call Me a McCluckhead»           | 24 de marzo de 2022   | 0,3        | 1,92                 | 0,2         | 1,15                     | 0,5           | 3,07                       |
| 13  | «Call Me a Kingbirdie»            | 31 de marzo de 2022   | 0,3        | 1,52                 | 0,2         | 0,96                     | 0,5           | 2,48                       |
| 14  | «Call Me Cupid»                   | 7 de abril de 2022    | 0,3        | 1,76                 | 0,2         | 1,02                     | 0,5           | 2,78                       |
| 15  | «Call Me Tiny Boo-Boo»            | 14 de abril de 2022   | 0,3        | 1,46                 | 0,2         | 1,05                     | 0,5           | 2,51                       |
| 16  | «Call Me What the Kat Dragged In» | 21 de abril de 2022   | 0,3        | 1,68                 | 0,2         | 1,04                     | 0,5           | 2,72                       |
| 17  | «Call Me Flatch»                  | 28 de abril de 2022   | 0,3        | 1,46                 | —           | —                        | —             | —                          |
| 18  | «Call Me Shellfish»               | 5 de mayo de 2022     | 0,4        | 1,67                 | —           | —                        | —             | —                          |

### Temporada 3
| N.º | Título                          | Fecha de emisión         | ÍA (18–49) | Audiencia (millones) | DVR (18–49) | Audiencia DVR (millones) | Total (18–49) | Audiencia total (millones) |
| --- | ------------------------------- | ------------------------ | ---------- | -------------------- | ----------- | ------------------------ | ------------- | -------------------------- |
| 1   | «Call Me Ken Jennings»          | 29 de septiembre de 2022 | 0,2        | 1,20                 | 0,2         | 1,12                     | 0,4           | 2,33                       |
| 2   | «Call Me Skeeter Juice»         | 6 de octubre de 2022     | 0,2        | 1,10                 | 0,2         | 1,15                     | 0,3           | 2,25                       |
| 3   | «Call Me Thor»                  | 13 de octubre de 2022    | 0,2        | 1,12                 | 0,2         | 0,94                     | 0,3           | 2,06                       |
| 4   | «Call Me Donor Four-Five-Seven» | 20 de octubre de 2022    | 0,2        | 1,12                 | 0,2         | 1,04                     | 0,3           | 2,16                       |
| 5   | «Call Me Uncle Dad»             | 27 de octubre de 2022    | 0,3        | 1,44                 | 0,2         | 1,04                     | 0,5           | 2,48                       |
| 6   | «Call Me The Hot Chick Two»     | 10 de noviembre de 2022  | 0,2        | 1,11                 | 0,1         | 0,98                     | 0,4           | 2,09                       |
| 7   | «Call Me Dame Booty Clench»     | 17 de noviembre de 2022  | 0,2        | 1,14                 | 0,2         | 0,98                     | 0,4           | 2,12                       |
| 8   | «Call Me Fancy Puffenstuff»     | 1 de diciembre de 2022   | 0,2        | 1,07                 | —           | —                        | —             | —                          |
| 9   | «Call Me Chrismukkah»           | 8 de diciembre de 2022   | 0,2        | 1,03                 | —           | —                        | —             | —                          |
| 10  | «Call Me Philliam»              | 5 de enero de 2023       | 0,2        | 1,18                 | 0,2         | 1,25                     | 0,4           | 2,43                       |
| 11  | «Call Me Prescription Roulette» | 12 de enero de 2023      | 0,2        | 1,20                 | 0,2         | 1,18                     | 0,4           | 2,39                       |
| 12  | «Call Me Ichabod Evel Knievel»  | 26 de enero de 2023      | 0,2        | 1,21                 | —           | —                        | —             | —                          |
| 13  | «Call Me Fatty Patty»           | 2 de febrero de 2023     | 0,2        | 1,03                 | —           | —                        | —             | —                          |
| 14  | «Call Me Better Than Paul Rudd» | 16 de febrero de 2023    | 0,3        | 1,56                 | —           | —                        | —             | —                          |
| 15  | «Call Me 'Cat's in the Cradle»  | 23 de febrero de 2023    | 0,2        | 1,31                 | —           | —                        | —             | —                          |
| 16  | «Call Me Worth the Wait»        | 2 de marzo de 2023       | 0,2        | 1,18                 | —           | —                        | —             | —                          |
| 17  | «Call Me Lady Avenger»          | 9 de marzo de 2023       | 0,2        | 1,20                 | —           | —                        | —             | —                          |
| 18  | «Call Me Toilet Roboto»         | 16 de marzo de 2023      | 0,3        | 1,29                 | —           | —                        | —             | —                          |
| 19  | «Call Me Not Okurrr»            | 30 de marzo de 2023      | 0,2        | 1,09                 | —           | —                        | —             | —                          |
| 20  | «Call Me Consciously Uncoupled» | 6 de abril de 2023       | 0,3        | 1,19                 | —           | —                        | —             | —                          |
| 21  | «Call Me Pretty Kitty»          | 27 de abril de 2023      | 0,2        | 0,99                 | —           | —                        | —             | —                          |
| 22  | «Call Me A Donut Wall»          | 4 de mayo de 2023        | 0,2        | 1,01                 | —           | —                        | —             | —                          |

1. 1 2  Las clasificaciones de Live+7 no estaban disponibles, así que se han utilizado las clasificaciones de Live+3 en su lugar.